# Xiong Foxi

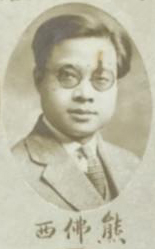
Xiong Foxi, um 1925

Xiong Foxi (chinesisch 熊佛西, Pinyin Xióng Fóxī, W.-G. Hsiung Fo-hsi; geboren 4. Dezember 1900 in Fengcheng, Provinz Jiangxi; gestorben 26. Oktober 1965 in Shanghai) war ein chinesischer Dramatiker, Theaterpädagoge und gilt als einer der Pioniere und Begründer des chinesischen Dramas.

## Biografie und Werdegang
Xiong Foxi (andere Transliteration auch Fosi) besuchte zunächst die Fu De-Mittelschule in Hankou, im Jahr 1920 begann er ein Studium an der chinesischen Yenching-Universität. Dort wurde er Mitglied in der Vereinigung für Volksdrama und begann Aufführungsstücke zu schreiben, die das Leben der jungen Menschen auf dem Campus auf die Bühne brachten. Nach dem Abschluss des Studiums wurde Xiong zunächst Lehrer an seiner früheren Schule, schloss jedoch bereits 1924 ein Master-Studium der Theaterwissenschaften in den USA an der Columbia University in New York an. 1926 zog es ihn wieder nach China zurück, wo er die Leitung der Theaterabteilung des Beijing National Art College übernahm, dazu eine Professur an der Yanjing-Universität und die Leitung der Theaterabteilung der Hochschule der Schönen Künste an der Pekinger Universität.
In diesen Jahren verfasste er weitere Dramen wie A Piece of Patriotic Heart (1926) und Drunk (auch bekannt als Wang San, 1928). Zudem setzte sich Xiong für die Förderung von Theatertalenten ein und passte die Lehrpläne an die Praxis besser an. 1928 erschien sein Lehrbuch Forsythe on Drama.
Zu Beginn der 1930er Jahre übernahm er im Landkreis Ding in der Provinz Hebei die Leitung des Ding County Rural Theatre Experiments, das unter der Schirmherrschaft der Association for the Advancement of Chinese Civilian Education stand. Xiong schrieb dazu die Texte, die sich mit den Themen der Bewohner, überwiegend Bauern, befassten (z. B. Der Schlächter und die Kuh oder Schlafen auf Reisig) und vor allem erzieherischen Wert besitzen sollten.
Nachdem in China der Chinesisch-Japanische Krieg begonnen hatte, ging Xiong Foxi nach Changsha, um eine Theatergruppe zu gründen, mit der er für den Krieg warb. Anfang März 1939 gründete er in Chengdu die Sichuan Provincial Experimental School of Drama Education, mit der er häufig in den ländlichen Gebieten auftrat. Nach der Auflösung der Drama-Schule 1941 ging Xiong Foxi nach Chongqing, wo ihm die Stelle als Direktor des Central Youth Drama Club angeboten worden war. 1942 zog er nach Guilin, wo er die Zeitschrift Literary Creation gründete und herausgab. Es folgte die Herausgabe einer weiteren literarischen Zeitschrift.
Mit den damals berühmten Schauspielern Tian Han und Ouyang Yuqian führte Xiong Foxi erstmals eines seiner Stücke auf. 1944 konnte er sie für die Erste Südwestliche Theaterausstellung gewinnen, die 90 Tage dauerte und an der 22 Theatergruppen aus dem ganzen Land teilnahmen.
Im Jahr 1947 wurde Xiong Foxi zum ersten Präsidenten der gerade gegründeten Shanghaier Theaterakademie gewählt.
Nachdem die Volksrepublik China 1949 ausgerufen worden war, wurde Xiong ein führendes Mitglied in zahlreichen Kultur- und Lehranstalten und blieb dies bis zu seinem Tod.
Auf dem Hauptcampus der Theaterakademie wurde am 2. Dezember 1985 eine Bronzestatue für Xiong Foxi enthüllt.
In den 2000er Jahren verfasste Sun Zuping zusammen mit dem künstlerischen Leiter Xiong Yuanwei und dem Regisseur Xiong Mengchu (=Enkel von Xiong Foxi) das Theaterstück Xiong Foxi. Das Projekt geht auf Initiativen der Shanghai Municipal Education Commission und des Shanghai Culture-Education Integrated Creation Project zurück und ehrt das Engagement von Xiong Foxi für das chinesische Drama.

## Zitat
„The goal of cultivating talents, I think, should first focus on the fostering of personality, so that every theater youth has a sound personality, an upright person – a person who loves the nation, loves the country, distinguishes right from wrong, and has sentimentality. Only then can he become a great artist, so the training system of this school not only helps students develop specialized knowledge and skills in drama, but more importantly, trains them how to behave.“

(dt.: Das Ziel der Ausbildung von Talenten sollte sich meiner Meinung nach zunächst auf die Förderung der Persönlichkeit konzentrieren, so dass jeder junge Theatermann eine gesunde ehrliche Persönlichkeit wird, der die Nation und das Land liebt, der Recht von Unrecht unterscheiden kann und Sentimentalität besitzt. Nur dann kann er ein großer Künstler werden. Daher hilft das Ausbildungssystem dieser Schule den Schülern nicht nur dabei, Fachwissen und Fähigkeiten im Bereich des Theaters zu entwickeln, sondern, was noch wichtiger ist, ihnen beizubringen, wie sie sich zu verhalten haben.)

## Werke (Auswahl)
- 1926: A Piece of Patriotic Heart (leidenschaftlich dargestellter Familienkonflikt eines chinesischen Revolutionärs mit seiner japanischen Frau und seinen Kindern)
- 1928: Drunkenness (Einfluss der Gesellschaft auf die Entwicklung eines Menschen zu gut oder böse aus der Sicht eines Henkers)
- 1928: Forsythe on Drama (Buch mit 15 Essays – von den Grundlagen der dramatischen Kunst, über deren Theorie bis zu konkreten Vorschlägen für die Entwicklung der Theaterbewegung)
- 1933: Prinzipien der Dramaturgie
- 1936/1937: Sai Jinhua (Vierakter; eine chinesische Kurtisane erzählt über ihre angeblichen Einflüsse auf die chinesische Politik)[6]

Insgesamt stammen 27 mehraktige Theaterstücke, 16 Einakter, sieben Dramenreihen und zahlreiche theoretische Monographien von Xiong Foxi.

## Familiäres
Xiong Foxi war verheiratet mit der Kalligrafin Zhu Junyun, sie hatten mehrere Söhne.